# Баженово (Белебеевский район)
Баженово (баш. Баженов) — село в Белебеевском районе Башкортостана. Административный  центр Баженовского сельсовета. Согласно переписи 2020 года население составляло 981 человек. 
С 2005 современный статус.

## Географическое положение
Расстояние до:
- районного центра (Белебей): 27 км,
- ближайшей ж/д станции (Приютово): 17 км.

## История
Село основано на территории Белебеевского уезда, известно с конца XVIII в. как имение Григорьевка, принадлежащее коллежскому советнику Г.Богинскому (во 2‑й пол. XIX в. принадлежало действ. статскому советнику И.Ф.Базилевскому, в нач. XX в. — купцу Н.И.Шихобалову). В 1865 году зафиксировано под названием Григорьевка (Бажановка, Кармала), в 71 дворе проживало 507 человек.
Жители села занимались земледелием и скотоводством, портняжным делом. Было два красильных завода, две водяные мельницы. С начала XX в. носит современное название. В конце 1960‑х гг. к селу присоединился пос. Центральной усадьбы Белебеевского совхоза (основан в 1930‑е гг.). 
Статус село, сельского населённого пункта, посёлок получил согласно Закону Республики Башкортостан от 20 июля 2005 года N 211-з «О внесении изменений в административно-территориальное устройство Республики Башкортостан в связи с образованием, объединением, упразднением и изменением статуса населенных пунктов, переносом административных центров», ст.1:

5. Изменить статус следующих населенных пунктов, установив тип поселения - село:
6) в Белебеевском районе:

а) поселка Баженово Баженовского сельсовета

## Население
| 2002 | 2009  | 2010  |
| ---- | ----- | ----- |
| 1191 | ↘1172 | ↘1120 |

Национальный состав
Согласно переписи 2002 года, преобладающие национальности — русские (47 %), башкиры (29 %).

## Социальная сфера
Есть школа, детский сад, фельдшерско-акушерский пункт, дом культуры, библиотека.

## Религия
В селе находится православный храм Нефтекамской епархии - церковь Сретения Господня.

## Известные уроженцы
- Грубе, Александр Васильевич (31 августа 1894 года — 4 октября 1980 года) — советский скульптор, преподаватель. Заслуженный художник БССР (1942). Народный художник БССР (1944). Председатель правления союза художников БССР (1942—1944).
- Петров, Борис Ильич (28 августа 1929 года — 23 августа 2004 года) — генеральный директор научно-производственного объединения «Башкирское» Российской академии сельскохозяйственных наук, Герой Социалистического труда, депутат Верховного Совета Башкирской АССР седьмого (1967—1971), одиннадцатого (1985—1990) созывов, заслуженный агроном Башкирской АССР (1966), отличник сельского хозяйства РСФСР (1969), отличник народного просвещения РСФСР (1968).